# Doina Levintza

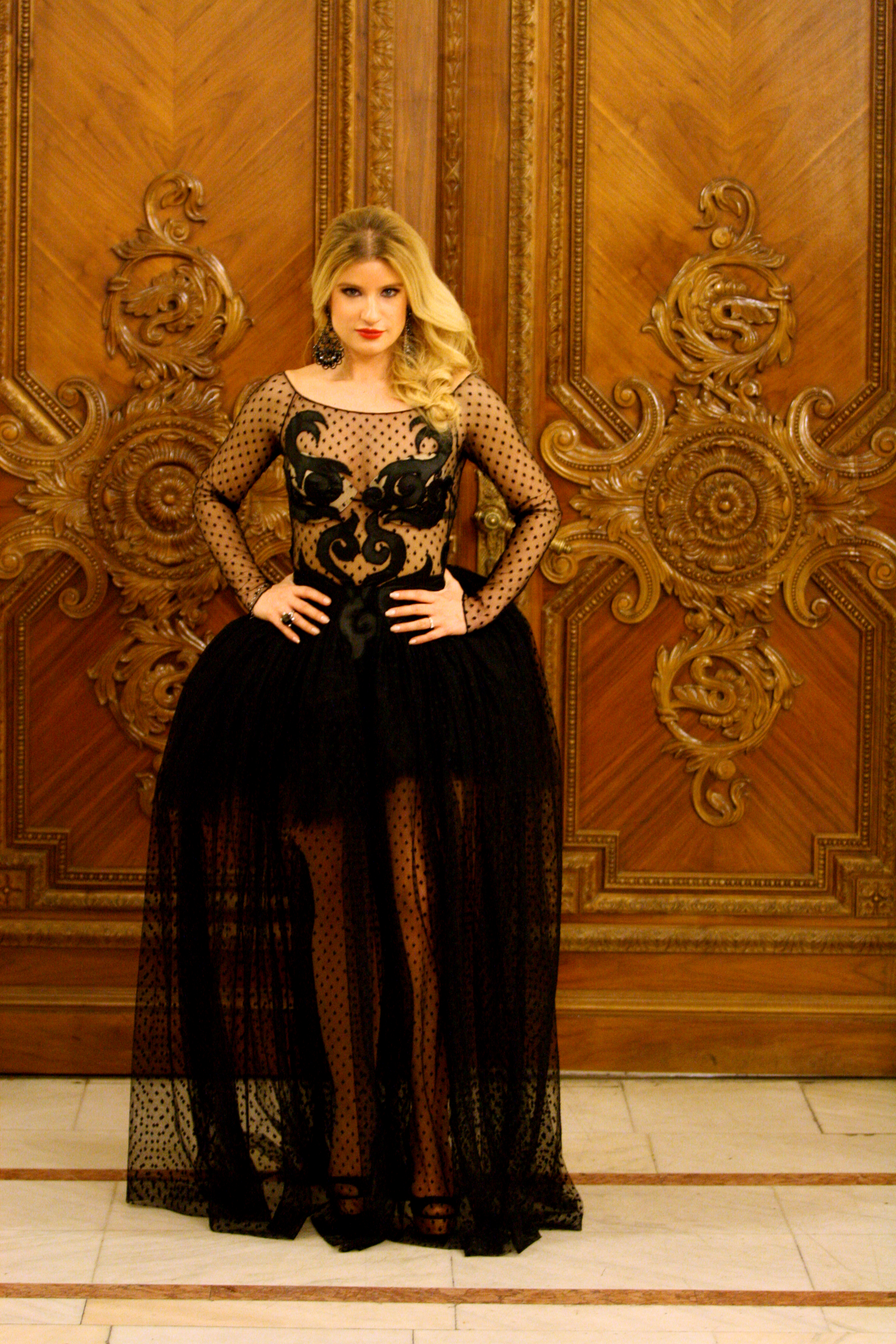
Creatie purtata la Balul Vienez, model poeta Bianca Beatrice Michi

Doina Levintza (n. 10 aprilie 1939, București) este o creatoare de modă din România. Este furnizor oficial al Casei Regale din România. A susținut prezentări ale brandului care îi poartă numele la Monte Carlo, Paris, apoi Washington, New York, Londra, Praga, Geneva, Madrid, Japonia, China, Berlin, Bruxelles, Chicago.

## Televiziune
A debutat în televiziune în anii 1960, ca scenograf și creator de costume pentru spectacole de teatru și emisiuni de muzică și divertisment.
Realizează, printre altele:
- Bună seara, domnule Wilde! în regia lui Alexandru Bocăneț, după piesa "Ce înseamnă să fii onest" de Oscar Wilde
- Samy (1970), în regia lui Cornel Todea, o adaptare TV a "monodramei" lui Ken Hughes
- Ciuta (1970), în regia lui Geo Saizescu
- Nebunia lui Pantalone (1971), regizor Alexandru Tatos
- Zestrea (1972), în regia Letiției Popa
- În noaptea asta toată lumea e a mea (1974), în regia lui Alexandru Bocăneț.

## Cinematografie

### Filme

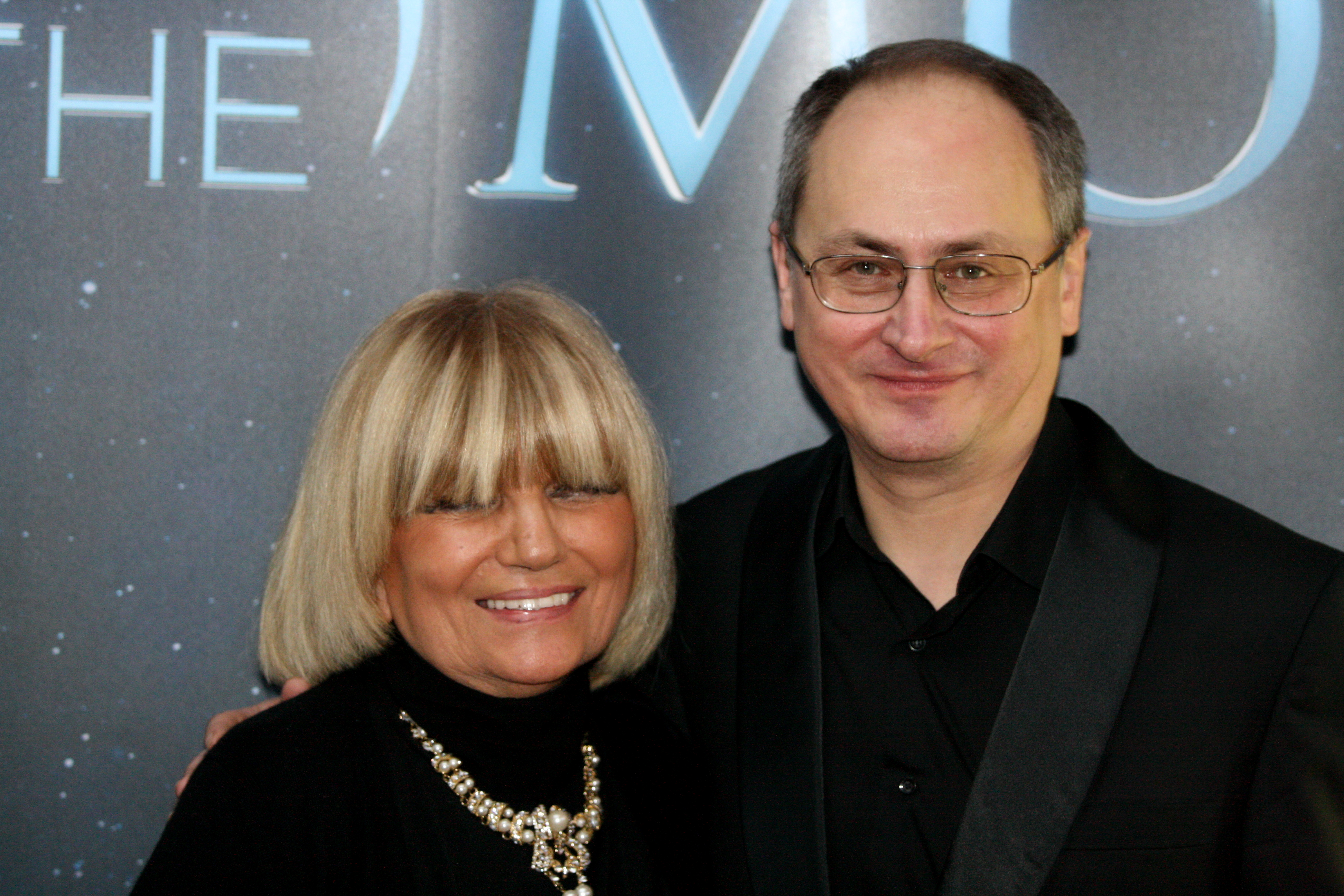
La premiera filmului 'Closer to the moon' alături de Nae Caranfil (2014)

Pentru aceste filme a contribuit la partea de costume.
- Adio dragă Nela (1972)
- Zestrea (1973)
- Dincolo de nisipuri (1974)
- Nu filmăm să ne-amuzăm (1975)
- Concert din muzică de Bach (film TV, 1975)
- Tufă de Veneția (1977)
- Gloria nu cântă (1977)
- Profetul, aurul și ardelenii (1978)
- Eu, tu, și... Ovidiu (1978)
- Nea Mărin miliardar (1979)
- Ultima noapte de dragoste (1980) - costume civile
- De ce trag clopotele, Mitică? (1981)
- Faleze de nisip (1983)
- Ca-n filme (1984)
- Punctul zero (1996)
- Stuff That Bear! (2003)
- Orient Express (2004)
- Restul e tăcere (2008)
- Ceva bun de la viață (2011)
- Sunt o babă comunistă (2013)
- Closer to the Moon (2014)

### Regizori de film
- Cornel Todea
- Radu Gabrea
- Sergiu Nicolaescu
- Lucian Pintilie
- Dan Pița
- Bruno Coppola
- Nae Caranfil
- Stere Gulea

### Regizori de teatru
Semnează scenografia pentru spectacole de teatru în regia lui:
- Andrei Șerban
- Mihai Măniuțiu
- Dragoș Galgoțiu
- Liviu Ciulei
- Răzvan Mazilu
- Beatrice Rancea
- Dan Puric
- György Harag

spectacole jucate atât pe scenele din țară, cât și pe cele din străinătate.

### Spectacole
- Trilogia Greacă
- Noaptea Regilor
- Livada de vișini
- Troienele
- Richard al III-lea
- Noaptea călugărițelor portugheze
- Nunta
- Omor în catedrală
- Caligula
- Îmblânzirea scorpiei
- Antigona
- Viața e vis
- Berlin Alexanderplatz
- Societatea de vânătoare
- Epopeea lui Ghilgameș
- Hamlet Machine
- Portretul lui Dorian Gray
- Ascensiunea lui Arturo Ui
- Zbor deasupra unui cuib de cuci
- Opera de trei parale
- Dama cu camelii
- Hic sunt leones

sunt doar unele din numeroasele spectacole de teatru la care semnează creația costumelor.

## Premii și Distincții
- Premiul pentru scenografie la Festivalul Național de Dramaturgie Contemporană, Brașov (2007) pentru spectacolul Hamletmachine[1]
- Ordinul național „Pentru Merit” în grad de Cavaler (1 decembrie 2000) „pentru realizări artistice remarcabile și pentru promovarea culturii, de Ziua Națională a României”[2]
- Ordinul Artelor și Literelor în grad de Cavaler (2012) "pentru extraordinara creativitate și pentru atenția pe care o acordă tinerelor generații pe care le susține neîncetat".[3]